# 朱公錫
秦惠王朱公錫（1437年—1486年），明朝秦藩王朱志𡐤之第四子（唯一嫡子），朱公銘、朱公鏜、朱公鏳之弟。正統十一年（1446年）封秦世子。天順二年（1458年），襲封秦王，諡號惠。朱公銘在成化二十二年死，後他的兒子秦簡王朱誠泳繼承他。

## 家庭

### 妻
- 妃王氏（ -1468），西安后卫指挥使王徽之女，景泰二年（1451年）九月册封为秦世子妃[5]，天顺二年册立为秦王妃[3]。成化四年（1468年）秦惠王妃王氏薨[6]。
- 继妃嵇兰（1454-1493），字德馨。西城兵马指挥稽瑢（1426-1498）的女儿。生于景泰五年。妃天资柔婉端静，夙遵姆教，女红不习而能，父母钟爱之。成化四年惠王元妃王氏薨，妃膺首选入宫闱继之。事姑爱敬兼隆，久而不怠，于内外族属长幼举得其欢心。贵而能谦，富而能俭，有宽惠逮下德，综理内政，宫闱翕然，以故惠王重之，屡请于朝，遂於成化十年（1474年）四月册为继妃[7]。弘治六年七月初五日以疾薨，年四十[8]。

### 妾
- 次妃楊氏
- 次妃沈氏

### 子
- 長子：秦簡王 朱誠泳
- 第二子：朱誠滄，早卒
- 第三子：朱誠河，早卒[8][9]
- 第四子：朱誠𣵡，早卒[9][10]

### 女
- 第二女：南安郡主（1469年－1531年），儀賓焦淇[11]

## 著作
《益齋集》

## 評價
惇悅詩書，動必由正。廟祀極誠，敬待兄弟，友愛備至，恩洽九族。樂於接待文人儒士。